# 鳳松院
鳳松院（ほうしょういん）は、青森県弘前市にある曹洞宗の寺院である。本尊は釈迦如来。33の曹洞宗寺院が立ち並ぶ禅林街（禅林三十三ヶ寺）の中に所在し、そのひとつに数えられる。

## 歴史
開基については詳しく伝わってないが、種里山の山号が示す通りかつては西津軽郡種里村（赤石村を経て現在の同郡鰺ヶ沢町）にあったとされる。弘前市に移ったのは慶長年間（1595年 - 1614年）とみられる。弘前に移って以降は鳳松院田屋寺とも呼ばれ耕春院の末寺とされたが、耕春院は明治時代に宗徳寺として統合されたため、鳳松院は現在では宗徳寺の末寺となっている。

## 伽藍
現在の伽藍は鳳松第28世である黒瀧彦虎により1938年（昭和13年）に落成された。
寺宝には壁画油絵8枚からなる「釈迦一代記」があり、第29世黒瀧大休により1976年（昭和51年）に落慶された。

## 由来
種里山鳳松院の種里山は種里（鰺ヶ沢町）の地名に由来する。種里は津軽藩の発祥の地で、大浦光信が南部藩から独立し、種里城を作ったところである。院号の鳳松は不思議な名前である。鳳は梧桐に止まり、花札の鳳も梧桐が描かれていて、松ではない。たぶん桐ではなく松なのは、皇室に遠慮したのか、南部桐が有名であったので南部を象徴する桐を嫌ったのであろう。そして、松は枯れず、松が勝に通じるからではないか。鳳は鳥の王であり風の神でもあるので、大浦光信をたたえる意味があったと思われる。